# Eranina ciliata
Eranina ciliata là một loài bọ cánh cứng trong họ Cerambycidae.